# Trịnh Du Linh
Trịnh Du Linh (sinh ngày 9 tháng 9 năm 1957) là nữ diễn viên ăn khách một thời của làng giải trí Hồng Kông những năm 1980, cùng danh hiệu "Chị cả của làng giải trí Hồng Kông". Cùng với Thẩm Điện Hà, Tăng Chí Vĩ, Uông Minh Thuyên, bà được xem là một trong "Tứ đại MC Hồng Kông".

## Tiểu sử
Trịnh Du Linh có nguyên quán tại tỉnh Tứ Xuyên, Trung Quốc, bà thông thạo tiếng Phổ thông, tiếng Quảng Đông, tiếng Tứ Xuyên và tiếng Anh. Bà từng tốt nghiệp lớp đào tạo diễn viên của TVB.
Thời điểm thập niên 1980, sự nghiệp của Trịnh Du Linh bắt đầu chớm nở và đi lên như diều gặp gió. "Hoa đán bảo chứng phòng vé" chính là biệt danh mà làng giải trí Hồng Kông dành tặng cho nữ diễn viên xinh đẹp này.
Do ảnh hưởng từ cuộc hôn nhân của cha mẹ, Trịnh Du Linh là nữ nghệ sĩ hiếm hoi ở thập niên 80 dám tuyên bố mình sẽ không kết hôn, không sinh con.
Hiện tại ở tuổi 65, Trịnh Du Linh vẫn chăm chỉ với công việc MC mà mình yêu thích, cô có nhiều seri phỏng vấn rất hay.

## Các phim đã đóng

### Phim truyền hình
| Năm  | Tên phim gốc    | Tên phim gốc                                | Tên phim tiếng Việt                              | Vai diễn                          | Ghi chú                                     |
| Năm  | Tên tiếng Trung | Tên tiếng Anh                               | Tên phim tiếng Việt                              | Vai diễn                          | Ghi chú                                     |
| ---- | --------------- | ------------------------------------------- | ------------------------------------------------ | --------------------------------- | ------------------------------------------- |
| 1976 | 神鵰俠侶        | The Return of the Condor Heroes             | Thần điêu đại hiệp                               | Công Tôn Lục Ngạc                 | Vai phụ                                     |
| 1976 | 仙鶴神針        |                                             | Tiên hạc thần châm                               | Vân La Công Chúa                  | Cameo                                       |
| 1977 | 紅樓夢          | The Dream of Red Mansions                   | Hồng Lâu Mộng                                    | Tư Kỳ                             | Vai phụ                                     |
| 1977 | 碧血劍          |                                             | Bích Huyết Kiếm                                  | Ôn Trân                           | Cameo                                       |
| 1977 | 鹿鼎記          |                                             | Lộc Đỉnh Ký                                      | A Kỳ                              | Vai phụ                                     |
| 1978 | 名流情史        |                                             | Danh Lưu Tình Sử                                 | Trương Hải Hoa                    | Vai thứ chính/ đóng cặp với Bạch Bưu        |
| 1978 | 金刀情俠        |                                             | Kim Đao Tình Hiệp                                | Đinh Linh Lâm                     | Vai thứ chính/ đóng cặp với Bạch Bưu        |
| 1978 | 孖生姊妹        | Between the Twins                           | Tư Sinh Tỷ Muội                                  |                                   | Vai phụ                                     |
| 1979 | 天虹            | Over the Rainbow                            | Thiên Hồng                                       | Nhậm Ái Hoa                       | Vai thứ chính/ đóng cặp với Trịnh Thiếu Thu |
| 1979 | 下一代          |                                             | Hạ Nhất Đại                                      |                                   | Vai chính/ đóng cặp với Nhậm Đạt Hoa        |
| 1980 | 親情            | The Brothers                                | Thân tình (Cốt nhục tình thâm)                   | Chu Đồng                          | Vai chính/ đóng cặp với Châu Nhuận Phát     |
| 1981 | 過客            | The Lonely Hunter                           | Quá khách                                        | Phạm Ngọc Oánh                    | Vai chính/ đóng cặp với Huỳnh Nhật Hoa      |
| 1983 | 警花出更        | Woman on the beat                           | Cô cảnh sát đi tuần                              | Trương Hi Minh                    | Vai chính/ đóng cặp với Thạch Tu            |
| 1984 | 鐵面包公        | Pau Ching Tin The Law Enforcer              | Thiết diện Bao Công                              | Hoa Phấn Hồng                     | Vai phụ                                     |
| 1985 | 吕四娘          | Lu Siniang - The Legend of the Ching Lady   | Hiệp nữ Lữ Tứ Nương                              | Lữ Tứ Nương                       | Vai chính/ đóng cặp với Nhậm Đạt Hoa        |
| 1985 | 钟无艳          | The Legend of Lady Chung                    | Chung Vô Diệm                                    | Chung Vô Diệm                     | Vai chính/ đóng cặp với Lý Long Cơ          |
| 1985 | 楊家將          | The Yang's Saga                             | Dương gia tướng                                  | Hà Tiên Cô                        | Vai phụ                                     |
| 1985 | 開心女鬼        | Happy Spirit                                | Khai tâm nữ quỷ                                  | Dương Xảo Nhi                     | Vai chính                                   |
| 1986 | 流氓大亨        | The Feud of Two Brothers                    | Triệu phú lưu manh                               | Tống Sở Kiều                      | Vai chính/ đóng cặp với Vạn Tử Lương        |
| 1987 | 吾妻十三點      | The wacky wife                              | Triệu phú bất đắc dĩ                             | Kim Ngân Châu (Kim Ngân Ngọc)     | Vai chính/ đóng cặp với Lâm Lập Tam         |
| 1986 | 倚天屠龍記      | The New Heavenly Sword and the Dragon Sabre | Cô gái Đồ Long                                   | Ân Tố Tố                          | Vai phụ/ đóng cặp với Nhậm Đạt Hoa          |
| 1996 | 新上海灘        | Once Upon A Time in Shanghai                | Loạn thế tình thù (Tân máu nhuộm Bến Thượng Hải) | Tô Thất Xảo (Cô Bảy)              | Vai chính/ đóng cặp với Trịnh Thiếu Thu     |
| 2000 | 男親女愛        | War of the Genders                          | Thất vọng (Tình vắng)                            | Mao Tiểu Tuệ (Miss Mo/Francis Mo) | Vai chính/ đóng cặp với Huỳnh Tử Hoa        |

### Phim điện ảnh
| Năm  | Tên phim gốc                | Tên phim gốc                             | Tên phim tiếng Việt                         | Vai diễn                              | Ghi chú                                                  |
| Năm  | Tên tiếng Trung             | Tên tiếng Anh                            | Tên phim tiếng Việt                         | Vai diễn                              | Ghi chú                                                  |
| ---- | --------------------------- | ---------------------------------------- | ------------------------------------------- | ------------------------------------- | -------------------------------------------------------- |
| 1983 | 花城                        | Last Affair                              | Hoa thành                                   | Lương Hạ Tinh (Rebecca)               | Vai chính/ đóng cặp với Châu Nhuận Phát                  |
| 1986 | 你情我願                    | My Will, I Will                          | Anh tình em nguyện                          | Uông Điệp Điệp                        | Vai chính/ đóng cặp với Châu Nhuận Phát                  |
| 1987 | 精装追女仔                  | The Romancing Star                       | Nghệ thuật cua gái 1                        | Susan                                 | Cameo                                                    |
| 1987 | 美男子                      | Mr. Handsome                             | Anh chàng đẹp trai                          | Y tá Ngô                              | Vai phụ                                                  |
| 1987 | 天賜良緣                    | Sister Cupid                             | Lương duyên trời ban                        | Kim Như Ý                             | Vai chính                                                |
| 1987 | 神奇两女侠                  | Wonder Women                             | Hai nữ hiệp truyền kỳ                       | Lương Hảo Cầu (Yammie)                | Vai chính                                                |
| 1988 | 八星報喜                    | The Eighth Happiness                     | Bát tinh báo hỷ                             | Tiêu Hồng (DoDo)                      | Vai chính/ đóng cặp với Châu Nhuận Phát                  |
| 1988 | 最佳損友闖情關              | The Crazy Companies 2                    | Bạn hữu tình trường 2                       | Feliciana (Cô Xạ/Rắn bốn mắt)         | Vai phụ                                                  |
| 1988 | 吉屋藏嬌                    | Guests in the House (Ghost in the House) | Căn nhà có ma                               | Gia Văn (Carmen Li)                   | Vai chính/đóng cặp với Nhĩ Đông Thăng                    |
| 1988 | 三人世界                    | Heart to Hearts                          | Thế giới ba người                           | Chu Lệ Nga (Julia)                    | Vai chính/ đóng cặp với Lâm Tử Tường                     |
| 1988 | 月亮星星太陽                | Moon, Star, Sun                          | Nguyệt lượng tinh tinh thái dương           | Porsche                               | Vai chính                                                |
| 1988 | 赤胆情                      | No Compromise                            | Xích đảm tình                               | Jenny Lee                             | Vai phụ/ đóng cặp với Lý Tu Hiền                         |
| 1988 | 特警屠龍                    | Tiger cage                               | Đặc cảnh đồ long 1                          | Hà Tuyết Linh (Shirley Ho)            | Vai chính/ đóng cặp với Lương Gia Nhân                   |
| 1988 | 撞邪先生                    | Mr. Possessed                            | Tràng Tà tiên sinh                          | Tằng Tiểu Vũ                          | Vai chính/ đóng cặp với Chung Trấn Đào                   |
| 1988 | 法中情                      | Law or Justice?                          | Pháp trong tình                             | Diệp Dĩnh Văn                         | Vai chính/ đóng cặp với Vạn Tử Lương                     |
| 1988 | 女子監獄                    | Woman Prison                             | Nữ tù nhân                                  | Bạch Tường Vi (Lynn Lee)              | Vai chính                                                |
| 1989 | 夜瘋狂                      | All Night Long                           | Dạ phong cuồng                              | Uông Tiểu Vân                         | Vai chính                                                |
| 1989 | 神勇雙妹嘜                  | Doubles Cause Troubles                   | Tỷ muội thần dũng                           | Lương Sơn Bá                          | Vai chính                                                |
| 1989 | 最佳男朋友                  | Perfect Match                            | Bạn trai tốt nhất                           | Nhạc Gia Kỳ                           | Vai chính/ đóng cặp với Lâm Tử Tường                     |
| 1989 | 火燭鬼                      | Burning Sensation                        | Hoả Chúc Quỷ                                | A Linh                                | Vai chính/ đóng cặp với Chung Trấn Đào                   |
| 1989 | 小男人周記                  | The Yuppie Fantasia                      | Nhật ký trai trẻ                            | Hứa An Hoa (Ann)                      | Vai chính/ đóng cặp với Trịnh Đan Thuỵ                   |
| 1989 | 單身貴族                    | The Nobles                               | Độc thân quý tộc                            | A Linh (Fion Cheung)                  | Vai chính/ đóng cặp với Trương Học Hữu và Vương Mẫn Đức  |
| 1989 | 打工狂想曲                  | Gift from Heaven                         | Món quà từ thiên đường                      | Trịnh Bối Kỳ (Becky Cheng)            | Vai chính/ đóng cặp với Nhĩ Đông Thăng                   |
| 1990 | BB 30                       | BB 30                                    | BB 30                                       | Trịnh Khả Ái                          | Vai chính/ đóng cặp với Chung Trấn Đào                   |
| 1990 | 三人新世界                  | Heart into Hearts                        | Tân thế giới ba người                       | Chu Lệ Nga (Julia)                    | Vai chính/ đóng cặp với Lâm Tử Tường                     |
| 1990 | 錯在新宿 (小男人周記 2)     | Brief Encounter In Shinjuku              | Cuộc Gặp Gỡ Ngắn Gọn Ở Shinjuku             | Hứa An Hoa (Ann Hui)                  | Vai chính/ đóng cặp với Trịnh Đan Thuỵ                   |
| 1990 | 表姐，你好野！              | Her Fatal Ways                           | Chị bộ đội đại náo HongKong                 | Trịnh Thạc Nam (Trịnh "đại tỷ")       | Vai chính/ đóng cặp với Lương Gia Huy                    |
| 1990 | 祝福                        | Promising Miss Bowie                     | Chúc phúc                                   | Bối Bảo Như (Bowie)                   | Vai chính/ đóng cặp với Tần Hán                          |
| 1990 | 洗黑钱                      | Tiger Cage 2                             | Đặc cảnh đồ long 2                          | Bội Hoa (Petty Lee)                   | Cameo                                                    |
| 1990 | 古惑大律师                  | Queen's Bench III                        | Đại luật sư kỳ quái                         | Cô Trương                             | Vai chính                                                |
| 1990 | 新婚外情 (老婆，你好野！)   | The Other Half                           | Tân hôn ngoại tình (Vợ à, em giỏi lắm!)     | Sue                                   | Vai chính/ đóng cặp với Tăng Chí Vỹ và Trịnh Hạo Nam     |
| 1991 | 豪門夜宴                    | The Banquet (Party of a Wealthy Family)  | Hào môn dạ yến                              | Mimi                                  | Vai phụ/ đóng cặp với Tăng Chí Vỹ                        |
| 1991 | 表姐，妳好嘢！續集          | Her Fatal Ways 2                         | Chị họ, chị giỏi lắm! (phần tiếp)           | Trịnh Thạc Nam (Trịnh "đại tỷ")       | Vai chính/ đóng cặp với Lý Tử Hùng                       |
| 1991 | 表姐,妳玩野!                | The Queen of Gamble                      | Nữ thần bài                                 | A Lan                                 | Vai chính                                                |
| 1991 | 黐線枕邊人                  | Slickers vs. Killers                     | Tên bịp với kẻ giết người                   | Trịnh Linh Linh (Ling-Ling)           | Vai phụ/ đóng cặp với Hồng Kim Bảo                       |
| 1991 | 飛鷹計劃                    | Armour of God II: Operation Condor       | Áo giáp thượng đế 1: Kế hoạch phi ưng       | Ada                                   | Vai chính                                                |
| 1991 | 賭霸                        | The Top Bet                              | Nữ cờ bạc bịp                               | Hữu Hỉ (Fanny/Đỗ bá)                  | Vai chính                                                |
| 1991 | 契媽唔易做                  | To Catch a Thief                         |                                             | Trương Văn Tĩnh                       | Vai chính/ đóng cặp với Lương Gia Huy                    |
| 1992 | 三人做世界                  | Heart Against Hearts                     | Ba người một thế giới                       | Chu Lệ Nga (Julia)                    | Vai chính/ đóng cặp với Lâm Tử Tường                     |
| 1992 | 表姐，你好嘢！3之大人驾到   | Her Fatal Ways 3                         | Chị họ, chị giỏi lắm! chi đại nhân giá đáo  | Trịnh Thạc Nam (Trịnh "đại tỷ")       | Vai chính/ đóng cặp với Huỳnh Thu Sinh và Trần Tùng Dũng |
| 1992 | 吳三桂與陳園園              | Never Ending Summer                      | Mùa hè không kết thúc                       | Ngô Quế Phương (hoa danh Ngô Tam Quế) | Vai chính/ đóng cặp với Trịnh Đan Thuỵ                   |
| 1992 | 阿二一族                    | Second To None                           | A nhị nhất tộc                              | A Yee                                 | Vai chính                                                |
| 1992 | 草莽英雌                    | Once A Black Sheep                       | Nữ hùng sân cỏ                              | Thạch Kiên (DoDo)                     | Vai chính/ đóng cặp với Chung Trấn Đào                   |
| 1992 | 噴火女郎                    | She Starts the Fire                      |                                             | Tracy                                 | Vai phụ                                                  |
| 1992 | 我愛扭紋柴                  | Now You See Love... Now You Don't        | Tôi yêu cô nàng bướng bỉnh                  | Quách Phi Huỳnh (Firefly)             | Vai chính/ đóng cặp với Châu Nhuận Phát                  |
| 1993 | 武俠七公主                  | Holy Weapon                              | Võ hiệp thất công chúa                      | Ngưu Oa (Doll)                        | Vai phụ                                                  |
| 1993 | 黄飞鸿对黄飞鸿              | Master Wong vs. Master Wong              | Hoàng Phi Hồng đấu Hoàng Phi Hồng           | Song Phiên Đông                       | Vai chính                                                |
| 1993 | 黃蜂尾後針                  | Murder                                   |                                             | Lưu Diễm Nga (Jessica Lau)            | Vai chính                                                |
| 1993 | 兩廂情願                    | The Killer's Love                        |                                             | Lý Tái Hảo                            | Vai chính/ đóng cặp với Nhậm Đạt Hoa                     |
| 1994 | 大富之家                    | It's a Wonderful Life                    | Đại phú chi gia                             | Hà Thủ Trinh (Hà chủ nhiệm)           | Vai chính/ đóng cặp với Lưu Thanh Vân                    |
| 1994 | 表姐，你好嘢！ 4 之情不自禁 | Her Fatal Ways 4                         | Chị họ, chị giỏi lắm! 4 chi Tình bất tự cấm | Trịnh Thạc Nam (Trịnh "đại tỷ")       | Vai chính/ đóng cặp với Hà Quốc Vinh                     |
| 1998 | 花桥荣记                    | My Rice Noodle Shop                      | Hoa kiều vinh ký                            | Vinh Dung                             | Vai chính                                                |
| 2002 | 慳錢家族                    | Frugal Game                              | Trò chơi thanh đạm                          | Diana                                 | Vai chính/ đóng cặp với Tăng Chí Vỹ                      |
| 2017 | 小男人週記3之吾家有喜       | The Yuppie Fantasia 3                    |                                             | Hứa An Hoa                            | Thanh âm diễn xuất                                       |